# San Marinos Grand Prix 1990
San Marinos Grand Prix 1990 var det tredje av 16 lopp ingående i formel 1-VM 1990.

## Resultat
1. Riccardo Patrese, Williams-Renault, 9 poäng
2. Gerhard Berger, McLaren-Honda, 6
3. Alessandro Nannini, Benetton-Ford, 4
4. Alain Prost, Ferrari, 3
5. Nelson Piquet, Benetton-Ford, 2
6. Jean Alesi, Tyrrell-Ford, 1
7. Derek Warwick, Lotus-Lamborghini
8. Martin Donnelly, Lotus-Lamborghini
9. Philippe Alliot, Ligier-Ford
10. Nicola Larini, Ligier-Ford
11. Paolo Barilla, Minardi-Ford
12. JJ Lehto, Onyx-Ford
13. Eric Bernard, Larrousse (Lola-Lamborghini) (varv 56, koppling)

### Förare som bröt loppet
- Olivier Grouillard, Osella-Ford (varv 52, hjul)
- Nigel Mansell, Ferrari (38, motor)
- Gregor Foitek, Onyx-Ford (35, motor)
- Stefano Modena, Brabham-Judd (31, bromsar)
- Andrea de Cesaris, Dallara-Ford (29, hjul)
- Mauricio Gugelmin, Leyton House-Judd (24, elsystem)
- Thierry Boutsen, Williams-Renault (17, motor)
- Aguri Suzuki, Larrousse (Lola-Lamborghini) (17, koppling)
- Ayrton Senna, McLaren-Honda (3, hjul)
- Emanuele Pirro, Dallara-Ford (2, snurrade av)
- Ivan Capelli, Leyton House-Judd (0, kollision)
- Satoru Nakajima, Tyrrell-Ford (0, kollision)
- Roberto Moreno, EuroBrun-Judd (0, gasspjäll)

### Förare som ej startade
- Pierluigi Martini, Minardi-Ford (0, olycka)

### Förare som ej kvalificerade sig
- Alex Caffi, Arrows-Ford
- Michele Alboreto, Arrows-Ford
- David Brabham, Brabham-Judd

### Förare som ej förkvalificerade sig
- Bertrand Gachot, Coloni-Subaru
- Claudio Langes, EuroBrun-Judd
- Bruno Giacomelli, Life
- Gabriele Tarquini, AGS-Ford